# Campioni italiani assoluti di atletica leggera indoor - Salto triplo maschile
Questa pagina raccoglie un elenco di tutti i campioni italiani dell'atletica leggera nel salto triplo indoor, specialità introdotta ai campionati italiani assoluti di atletica leggera indoor a partire dalla prima edizione del 1970 e attualmente ancora parte del programma della manifestazione.

## Albo d'oro
| Anno | Atleta (società)                                            | Prestazione |
| ---- | ----------------------------------------------------------- | ----------- |
| 1970 | Norberto Capiferri Fitram Libertas La Spezia                | 15,41 m     |
| 1971 | Ezio Buzzelli Libertas Artese Chieti                        | 15,38 m     |
| 1972 | Ezio Buzzelli Centro Sportivo Carabinieri                   | 15,37 m     |
| 1973 | Ezio Buzzelli Centro Sportivo Carabinieri                   | 15,48 m     |
| 1974 | Christian Valetudie Francia                                 | 15,92 m     |
| 1975 | Ezio Buzzelli Centro Sportivo Carabinieri                   | 15,80 m     |
| 1976 | Christian Valetudie Francia                                 | 16,69 m     |
| 1977 | Christian Valetudie Francia                                 | 16,04 m     |
| 1978 | Paolo Piapan Gruppo Sportivo Fiamme Oro                     | 16,16 m     |
| 1979 | Paolo Piapan Gruppo Sportivo Fiamme Oro                     | 16,20 m     |
| 1980 | Antonio Corgos Spagna                                       | 16,33 m     |
| 1981 | Johan Brink Svezia                                          | 16,21 m     |
| 1982 | Roberto Mazzucato Gruppi Sportivi Fiamme Gialle             | 16,29 m     |
| 1983 | Roberto Mazzucato Gruppi Sportivi Fiamme Gialle             | 16,33 m     |
| 1984 | Dario Badinelli SNIA Milano                                 | 16,40 m     |
| 1985 | Dario Badinelli SNIA Milano                                 | 16,56 m     |
| 1986 | Roberto Mazzucato Gruppi Sportivi Fiamme Gialle             | 16,01 m     |
| 1987 | John Herbert Regno Unito                                    | 16,26 m     |
| 1988 | Dario Badinelli SNIA BPD Milano                             | 16,93 m     |
| 1989 | Dario Badinelli SNIA BPD Milano                             | 16,46 m     |
| 1990 | Dario Badinelli SNIA BPD Milano                             | 16,16 m     |
| 1991 | Dario Badinelli SNIA BPD Milano                             | 16,62 m     |
| 1992 | Dario Badinelli Atletica Brescia 1950                       | 16,42 m     |
| 1993 | Daniele Buttiglione Gruppo Sportivo Fiamme Azzurre          | 16,40 m     |
| 1994 | Daniele Buttiglione Gruppo Sportivo Fiamme Azzurre          | 16,30 m     |
| 1995 | Daniele Buttiglione Gruppo Sportivo Fiamme Azzurre          | 16,46 m     |
| 1996 | Paolo Camossi Gruppo Sportivo Fiamme Azzurre                | 16,27 m     |
| 1997 | Nicola Monopoli Centro Sportivo Carabinieri                 | 16,49 m     |
| 1998 | Fabrizio Donato Gruppi Sportivi Fiamme Gialle               | 16,34 m     |
| 1999 | Fabrizio Donato Gruppi Sportivi Fiamme Gialle               | 16,66 m     |
| 2000 | Paolo Camossi Gruppo Sportivo Fiamme Azzurre                | 16,90 m     |
| 2001 | Fabrizio Donato Gruppi Sportivi Fiamme Gialle               | 16,94 m     |
| 2002 | Fabrizio Donato Gruppi Sportivi Fiamme Gialle               | 17,03 m     |
| 2003 | Fabrizio Donato Gruppi Sportivi Fiamme Gialle               | 16,38 m     |
| 2004 | Fabrizio Donato Gruppi Sportivi Fiamme Gialle               | 16,69 m     |
| 2005 | Salvatore Morello CUS Palermo                               | 16,65 m     |
| 2006 | Fabrizio Donato Gruppi Sportivi Fiamme Gialle               | 17,24 m     |
| 2007 | Fabrizio Donato Gruppi Sportivi Fiamme Gialle               | 16,93 m     |
| 2008 | Fabrizio Donato Gruppi Sportivi Fiamme Gialle               | 17,06 m     |
| 2009 | Fabrizio Donato Gruppi Sportivi Fiamme Gialle               | 17,42 m     |
| 2010 | Fabrizio Donato Gruppi Sportivi Fiamme Gialle               | 17,39 m     |
| 2011 | Fabrizio Schembri Centro Sportivo Carabinieri               | 17,00 m     |
| 2012 | Andrea Chiari Atletica Riccardi                             | 16,85 m     |
| 2013 | Michele Boni Centro Sportivo Aeronautica Militare           | 16,56 m     |
| 2014 | Fabrizio Schembri Centro Sportivo Carabinieri               | 16,78 m     |
| 2015 | Fabrizio Schembri Centro Sportivo Carabinieri               | 16,58 m     |
| 2016 | Fabrizio Schembri Centro Sportivo Carabinieri               | 16,82 m     |
| 2017 | Daniele Cavazzani Atletica Studentesca Rieti Andrea Milardi | 16,49 m     |
| 2018 | Fabrizio Donato Gruppi Sportivi Fiamme Gialle               | 16,94 m     |
| 2019 | Simone Forte Gruppi Sportivi Fiamme Gialle                  | 16,76 m     |
| 2020 | Edoardo Accetta Atletica Virtus Lucca                       | 16,62 m     |
| 2021 | Tobia Bocchi Centro Sportivo Carabinieri                    | 16,79 m     |
| 2022 | Simone Biasutti Gruppi Sportivi Fiamme Gialle               | 16,23 m     |
| 2023 | Tobia Bocchi Centro Sportivo Carabinieri                    | 16,83 m     |